# パロンバーラ・サビーナ
パロンバーラ・サビーナ（伊: Palombara Sabina）は、イタリア共和国ラツィオ州ローマ県にある、人口約13,000人の基礎自治体（コムーネ）。

## 地理

### 位置・広がり
ローマ県北東部のコムーネ。

#### 隣接コムーネ
隣接するコムーネは以下の通り。
- グイドーニア・モンテチェーリオ
- メンターナ
- モンテフラーヴィオ
- モンテリブレッティ
- モンテロトンド
- モリコーネ
- サン・ポーロ・デイ・カヴァリエーリ
- サンタンジェロ・ロマーノ

### 気候分類・地震分類
パロンバーラ・サビーナにおけるイタリアの気候分類 (it) および度日は、zona D, 2012 GGである。
また、イタリアの地震リスク階級 (it) では、zona 2B (sismicità media) に分類される。

## 行政

### 山岳部共同体
広域行政組織である山岳部共同体「モンティ＝サビニ・ティブルティーニ・コルニコラニ・エ・プレネスティーニ山岳部共同体」 (it:Comunità montana dei Monti Sabini, Tiburtini, Cornicolani e Prenestini) （事務所所在地: ティヴォリ）に属する。

### 分離集落
パロンバーラ・サビーナには、以下の分離集落（フラツィオーネ）がある。
- Colle Cianca, Colle Ciollo, Cretone, Marzolanella, Piedimonte, Ponte delle Tavole, Rotavello, Stazzano